# .yt
.yt è il dominio di primo livello nazionale assegnato a Mayotte.